# Fyllingsdalen Futsalklubb 2008-2009
Questa voce raccoglie le informazioni riguardanti il Fyllingsdalen Futsalklubb nelle competizioni ufficiali della stagione 2008-2009.

## Stagione
Il Fyllingsdalen ha partecipato alla Futsal Eliteserie 2008-2009, primo campionato norvegese riconosciuto dalla Norges Fotballforbund. La squadra ha chiuso l'annata all'8º posto finale. Bjørnar Holmvik, calciatore professionista, era una delle stelle della squadra.

## Rosa
| N° | Naz.                | Ruolo | Sportivo             | Anno     |  |  |
| -- | ------------------- | ----- | -------------------- | -------- |  |  |
|    | Norvegia (bandiera) | POR   | Filip Ulveseth       | 10.08.89 |  |  |
|    | Norvegia (bandiera) | DIF   | Steinar Guvåg        | 08.08.83 |  |  |
|    | Norvegia (bandiera) | LAT   | Bjørnar Holmvik      | 02.06.85 |  |  |
|    | Norvegia (bandiera) | PIV   | Thierry Danon DjeDje | 09.08.82 |  |  |
|    | Norvegia (bandiera) |       | Jahn-Ove Wiik        |          |  |  |

## Risultati

### Eliteserie

#### Girone di andata
| 29 novembre 2008, ore 14:00 1ª giornata | Fyllingsdalen | 3 – 4 referto | Bogstadveien | \| Arbitro: \| Sjelle \| |
| Arbitro:                                | Sjelle        |               |              |                          |

| 29 novembre 2008, ore 20:00 2ª giornata | Harstad | 11 – 6 referto | Fyllingsdalen | \| Arbitro: \| Hussain \| |
| Arbitro:                                | Hussain |                |               |                           |

| 30 novembre 2008, ore 12:00 3ª giornata | Vegakameratene | 4 – 2 referto | Fyllingsdalen | \| Arbitro: \| Sjelle \| |
| Arbitro:                                | Sjelle         |               |               |                          |

| 13 dicembre 2008, ore 14:00 4ª giornata | Fyllingsdalen | 4 – 10 referto | KFUM Oslo | \| Arbitro: \| Hanssen \| |
| Arbitro:                                | Hanssen       |                |           |                           |

| 13 dicembre 2008, ore 20:00 5ª giornata | Nidaros | 5 – 0 referto | Fyllingsdalen | \| Arbitro: \| Akdas \| |
| Arbitro:                                | Akdas   |               |               |                         |

| 14 dicembre 2008, ore 14:00 6ª giornata | Fyllingsdalen | 4 – 10 referto | Holmlia | \| Arbitro: \| Thorsø Hansen \| |
| Arbitro:                                | Thorsø Hansen |                |         |                                 |

| 3 gennaio 2009, ore 20:00 7ª giornata | Horten       | 5 – 8 referto | Fyllingsdalen | \| Arbitro: \| Rafiq (Oslo) \| |
| Arbitro:                              | Rafiq (Oslo) |               |               |                                |

| 3 gennaio 2009, ore 14:00 8ª giornata | Fyllingsdalen   | 3 – 1 referto | Solør | \| Arbitro: \| Helgerud (Lier) \| |
| Arbitro:                              | Helgerud (Lier) |               |       |                                   |

| 4 gennaio 2009, ore 12:00 9ª giornata | Sandefjord   | 6 – 2 referto | Fyllingsdalen | \| Arbitro: \| Rafiq (Oslo) \| |
| Arbitro:                              | Rafiq (Oslo) |               |               |                                |

#### Girone di ritorno
| 17 gennaio 2009, ore 14:00 10ª giornata | Bogstadveien    | 6 – 2 referto | Fyllingsdalen | \| Arbitro: \| Konstali Randen \| |
| Arbitro:                                | Konstali Randen |               |               |                                   |

| 17 gennaio 2009, ore 20:00 11ª giornata | Fyllingsdalen | 6 – 6 referto | Harstad | \| Arbitro: \| Ølmheim \| |
| Arbitro:                                | Ølmheim       |               |         |                           |

| 18 gennaio 2009, ore 12:00 12ª giornata | Fyllingsdalen | 2 – 8 referto | Vegakameratene |  |

| 24 gennaio 2009, ore 14:00 13ª giornata | KFUM Oslo | 6 – 0 referto | Fyllingsdalen |  |

| 24 gennaio 2009, ore 20:00 14ª giornata | Fyllingsdalen           | 6 – 5 referto | Nidaros | \| Arbitro: \| Smehus Kringstad (Oslo) \| |
| Arbitro:                                | Smehus Kringstad (Oslo) |               |         |                                           |

| 25 gennaio 2009, ore 14:00 15ª giornata | Holmlia  | 3 – 4 referto | Fyllingsdalen | \| Arbitro: \| Petkovic \| |
| Arbitro:                                | Petkovic |               |               |                            |

| 14 febbraio 2009, ore 14:00 16ª giornata | Fyllingsdalen | 2 – 7 referto | Horten | \| Arbitro: \| Myhren \| |
| Arbitro:                                 | Myhren        |               |        |                          |

| 14 febbraio 2009, ore 20:00 17ª giornata | Solør   | 3 – 5 referto | Fyllingsdalen | \| Arbitro: \| Hussain \| |
| Arbitro:                                 | Hussain |               |               |                           |

| 15 febbraio 2009, ore 10:00 18ª giornata | Fyllingsdalen | 2 – 5 referto | Sandefjord | \| Arbitro: \| Thorsø Hansen \| |
| Arbitro:                                 | Thorsø Hansen |               |            |                                 |